# Peter Jánosi
Peter Jánosi (* 1960 in Wien) ist ein österreichischer Ägyptologe.
Von 1981 bis 1988 studierte Jánosi  an der Universität Wien die Fächer Geschichte, Ägyptologie und Archäologie. 1988 promovierte Jánosi zum Doktor der Philosophie. Noch im selben Jahr wurde er an der Universität Wien im Fach der Ägyptologie angestellt, wo er sich 2001 habilitierte. Jánosi ist seit 1983 als Archäologe in Ägypten tätig, unter anderem ist er Mitarbeiter der Grabungen in Tell el-Dab'a. Jánosi befasst sich insbesondere mit der Archäologie, Geschichte und Baugeschichte des Alten Ägypten, Forschungsschwerpunkt ist die sogenannte Pyramidenzeit.

## Schriften
- Die Pyramidenanlagen der Königinnen (= Untersuchungen der Zweigstelle Kairo des Österreichischen Archäologischen Institutes. Bd. 13; Denkschriften der Gesamtakademie. Bd. 13). Verlag der Österreichischen Akademie der Wissenschaften, Wien 1996, ISBN 3-7001-2207-1.
- Österreich vor den Pyramiden. Die Grabungen Hermann Junkers im Auftrag der Österreichischen Akademie der Wissenschaften in Wien bei der großen Pyramide in Giza (= Sitzungsberichte der Österreichischen Akademie der Wissenschaften, Philosophisch-Historische Klasse. Bd. 648; Veröffentlichungen der Ägyptischen Kommission der Österreichischen Akademie der Wissenschaften. Nr. 3). Verlag der Österreichischen Akademie der Wissenschaften, Wien 1997, ISBN 3-7001-2664-6.
- Giza in der 4. Dynastie. Band 1: Die Mastabas der Kernfriedhöfe und die Felsgräber (= Untersuchungen der Zweigstelle Kairo des Österreichischen Archäologischen Institutes. Bd. 24; Denkschriften der Gesamtakademie. Bd. 30). Verlag der Österreichischen Akademie der Wissenschaften, Wien 2004, ISBN 3-7001-3244-1.
- Die Pyramiden. Mythos und Archäologie (= Beck'sche Reihe. Bd. 2331, C. H. Beck Wissen). Beck, München 2004, ISBN 3-406-50831-6 (auch italienisch: Le piramidi. Mulino, Bologna 2006, ISBN 88-15-10962-5.)
- Die Gräberwelt der Pyramidenzeit (= Zaberns Bildbände zur Archäologie Sonderband: Antike Welt.). von Zabern, Mainz 2006, ISBN 3-8053-3622-5.